# Porteirinha
Porteirinha là một đô thị thuộc bang Minas Gerais, Brasil. Đô thị này có diện tích 1806,25 km², dân số năm 2007 là 36864 người, mật độ 21,3 người/km².